# فرهاد و شیرین (نمایش‌نامه)
فرهاد و شیرین (ترکی آذربایجانی: Fərhad və Şirin) فرهاد و شیرین عنوان اثری عاشقانه از صمد وورغون، شاعر بزرگ آذربایجانی در سال ۱۹۴۱ و با الهام از داستان خسرو و شیرین نظامی گنجوی سروده‌است.

## اطلاعات کلی
صمد وورغون پیش از سرودن فرهاد و شیرین، ابتدا اثر خسرو و شیرین نظامی گنجوی را به‌طور جامع مطالعه کرد و محتوای آن منظومه را در نمایشنامه خود مجسم کرد. به گفته «حبیب بابایف»، منتقد هنری، در حالی که در منظومه نظامی گنجوی «شیرین» در اعمال و افکار خود ثابت‌قدم و مصمم است و به خسرو عشق می‌ورزد و به عشق خود اطمینان کامل دارد، اما در اثر صمد وورغون، شیرین نه تنها خسرو، بلکه فرهاد را هم دوست دارد.
در اثر صمد وورغون عشق خسرو به شیرین واقعی نشان داده نشده‌است. وی بر جنبه‌های انگیزه سیاسی خسرو برای برقراری رابطه عاشقانه و عاطفی با شیرین تمرکز خود را معطوف داشته‌است. «حبیب بابایف» معتقد است، فرهاد و خسرو حریف یکدیگر نیستند، بلکه دشمنند. برخلاف سنت‌های ادبیات کلاسیک خاورزمین که در آن زن تنها به عنوان یک موضوع عشق به تصویر کشیده می‌شد، در نمایشنامه صمد وورغون، شیرین فعال‌تر، با اراده‌تر و مستقل‌تر نشان داده می‌شود. صمد وورغون تعدادی شخصیت‌های جدید بدین اثر اضافه کرده‌است، که در منظومه نظامی وجود نداشتند. از مجموعه آن‌ها می‌توان به «آذر بابا»، پدر فرهاد، و جلوه دهنده فرزانگی مردم اشاره کرد.